# Стариківська сільська рада (Глухівський район)
Старикі́вська сільська́ ра́да — колишній орган місцевого самоврядування у Глухівському районі Сумської області. Адміністративний центр — село Старикове.

## Загальні відомості
- Населення ради: 280 осіб (станом на 2001 рік)

## Населені пункти
Сільській раді підпорядковані населені пункти:
- с. Старикове

## Склад ради
Рада складається з 12 депутатів та голови.
- Голова ради: Храпіна Валентина Іванівна
- Секретар ради: Гурець Людмила Василівна

### Керівний склад попередніх скликань
| Прізвище, ім'я, по батькові | Основні відомості                                                                       | Дата обрання | Дата звільнення |
| --------------------------- | --------------------------------------------------------------------------------------- | ------------ | --------------- |
| Храпіна Валентина Іванівна  | Сільський голова, 1969 року народження, освіта середня спеціальна                       | 26.03.2006   | 31.10.2010      |
| Храпіна Валентина Іванівна  | Сільський голова, 1969 року народження, освіта середня спеціальна, член Партії регіонів | 31.10.2010   |                 |

Примітка: таблиця складена за даними сайту Верховної Ради України